# Türstock mit Tür Mittlere Bergstraße 53 (Radebeul)
Der Türstock mit Tür Mittlere Bergstraße 53 ist ein Einzeldenkmal in Radebeul-Zitzschewig, in der Mittleren Bergstraße 53.

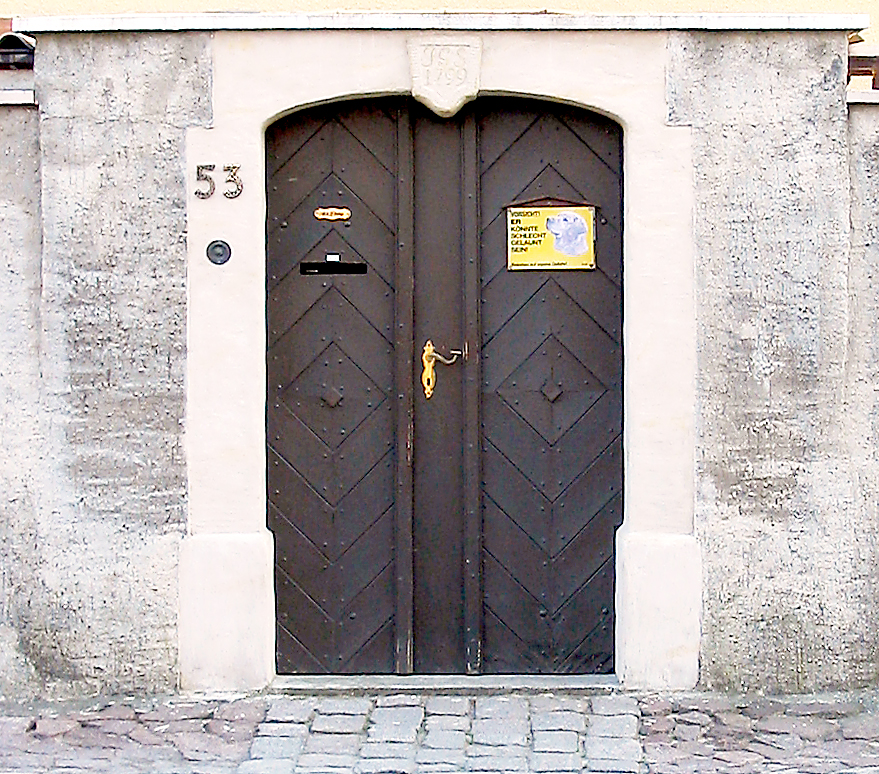
Türstock mit Tür, Mittlere Bergstraße 53

Der Türstock, auch als „Pforte in einer Mauer“ bezeichnet, sitzt als Blockzarge aus Sandsteingewänden in einer Einfriedungsmauer. Oben zeigt die Öffnung einen flachen Korbbogen; darin sitzt ein Schlussstein mit Initialen und der Datierung 1799. Das Türblatt der zweiflügligen Tür weist ein Fischgrätenmuster auf.